# Omar Beltré
Omar Beltré (né le 24 août 1981 à Saint-Domingue, République dominicaine) est un ancien lanceur droitier de baseball.
Il joue en 2010 dans la Ligue majeure de baseball avec les Rangers du Texas.

## Carrière
Omar Beltré signe son premier contrat professionnel en 2000 avec la franchise des Rangers du Texas. Il joue en ligues mineures dès 2001 dans l'organisation des Rangers. Cependant, sa carrière prend une tournure très différente lorsqu'il est soupçonné d'être impliqué dans un réseau de trafic d'êtres humains. Interrogé en 2006 à l'ambassade américaine où il doit récupérer son visa de travail pour les États-Unis, il se voit refuser l'entrée dans le pays. Beltré admet son implication dans l'affaire. Comme les jeunes joueurs de baseball étaient normalement assurés d'obtenir un visa en règle, la fraude consistait à offrir à ceux-ci une somme d'argent pour qu'ils épousent une jeune femme ayant déjà vu sa demande de visa refusée. Une fois que celle-ci avait gagné les États-Unis, les nouveaux « époux » étaient libres de poursuivre séparément leur route. Beltré se voit interdire l'entrée aux États-Unis pour cinq ans, à l'instar d'un autre joueur d'avenir des Rangers, Alexi Ogando.
Durant les années où il ne peut entrer aux États-Unis, Beltré évolue en Ligue d'été dominicaine de baseball. Il revient aux États-Unis en 2010 et se rapporte aux RedHawks d'Oklahoma City, le club-école Triple-A des Rangers du Texas dans la Ligue de la côte du Pacifique.
Le lanceur dominicain fait finalement ses débuts dans les majeures le 30 août 2010 avec les Rangers. Il est le lanceur partant de son équipe dans deux parties, mais connaît des départs difficiles. À son second match, le 5 juillet contre Cleveland, il est crédité de la défaite. Il est par la suite retourné dans les mineures.

## Statistiques
| Saison | Équipe | G | GS | CG | SHO | V | D | SV | IP  | SO | ERA  |
| ------ | ------ | - | -- | -- | --- | - | - | -- | --- | -- | ---- |
| 2010   | Texas  | 2 | 2  | 0  | 0   | 0 | 1 | 0  | 7.0 | 9  | 9,00 |
| Totaux | Totaux | 2 | 2  | 0  | 0   | 0 | 1 | 0  | 7.0 | 9  | 9,00 |

Note : G = Matches joués ; GS = Matches comme lanceur partant ; CG = Matches complets ; SHO = Blanchissages ; 
V = Victoires ; D = Défaites ; SV = Sauvetages ; IP = Manches lancées ; SO = Retraits sur des prises ; ERA = Moyenne de points mérités.